# Frank M. Swartz
Frank McKim Swartz (* 31. März 1899 in Bellevue, Ohio; † 2. Dezember 1982 in Tucson, Arizona) war ein US-amerikanischer Paläontologe und Geologe.

## Leben
Er war der Sohn des Geologen Charles Kephart Swartz und Bruder des Geologen Joel Howard Swartz. Swartz ging in Baltimore zur Schule und studierte an der dortigen Johns Hopkins University mit dem Bachelor-Abschluss in Chemie 1921. Er war 1923/24 Instructor für Geographie an der University of North Carolina und danach Instructor für Geologie an der School of Mineral Industries des Pennsylvania State College. 1926 wurde er in Geologie promoviert und war ab 1927 Assistant Professor, ab 1931 Associate Professor für Geologie und ab 1944 Professor für Paläontologie an der Penn State. Von 1945 bis 1961 stand  er dort der Abteilung bzw. Fakultät für Geologie vor. 1964 ging er in den Ruhestand. 
Er befasste sich insbesondere mit Stratigraphie und Tektonik der zentralen Appalachen, Karbonatgesteinen des Ordoviziums und Paläontologie von Ostrakoden des Paläozoikums.
1959 war er Präsident der Paleontological Society. Er war Fellow der Geological Society of America.
1925 heiratete er Ruth Passmore Hull.

## Schriften
- The Holderberg Group of parts of West Virginia and Virginia, U.S. Geological Survey Professional Paper 158-C, 1929, S. 27–75.
- Revision of the Primitiidae and Beyrichiidae, with new Ostracoda from the lower Devonian of Pennsylvania, Journal of Paleontology, Band 10, 1936, S. 541–586.
- mit C. K. Swartz:  Late Silurian and Early Devonian formations of southeastern Pennsylvania, Geological Society of America Bulletin, Band 52, 1941, S. 1129–1192.
- mit F. M. Swain: Ostracodes of the Middle Devonian Onondaga beds of central Pennsylvania, Geological Society of America Bulletin, Band 52, 1941, S. 381–458.
- mit F. M. Swain: Trenton and sub-Trenton in outcrop areas in Pennsylvania, New York, and Maryland, in Appalachian Basin Ordovician Symposium: American Association of Petroleum Geologists Bulletin, Band 32, 1948, S. 1493–1595 (Nachdruck: Pennsylvania Geological Survey. Bulletin G22)
- mit F. C. Whitmore Jr.: Ostracoda from the Late Silurian Decker, Rondout and Manlius limestones of New Jersey and New York,  Journal of Paleontology, Band 30, 1956, S. 1029–1091.